# Piriqueta viscosa
Piriqueta viscosa är en passionsblomsväxtart som beskrevs av August Heinrich Rudolf Grisebach. Piriqueta viscosa ingår i släktet Piriqueta och familjen passionsblomsväxter.

## Underarter
Arten delas in i följande underarter:
- P. v. tovarensis
- P. v. viscosa